# جو دبليو. ديفيس
جو دبليو. ديفيس (بالإنجليزية: Joe W. Davis)‏ هو سياسي أمريكي، ولد في 22 أكتوبر 1918 في نو ماركت في الولايات المتحدة، وتوفي في 14 نوفمبر 1992 في هنتسفيل في الولايات المتحدة. انتخب List of mayors of Huntsville, Alabama ‏.